# Lesotozaur
Lesotozaur (Lesothosaurus) – rodzaj niewielkiego dinozaura ptasiomiednicznego z dolnej jury. Został opisany w 1978 roku przez Petera Galtona, jego nazwa oznacza „jaszczur z Lesotho”. Obejmuje jeden gatunek – Lesothosaurus diagnosticus.
Lesothosaurus został początkowo uznany za przedstawiciela grupy ornitopodów, jednak Paul Sereno zasugerował, że prawdopodobnie jest oprócz pisanozaura jednym z najbardziej bazalnych dinozaurów ptasiomiednicznych. Przez niektórych naukowców lesotozaur był synonimizowany z fabrozaurem – innym niewielkim dinozaurem z tej samej lokalizacji. Rodzaj ten był niekiedy klasyfikowany w rodzinie Fabrosauridae. Według analizy filogenetycznej przeprowadzonej w 2005 roku przez Richarda Butlera Lesothosaurus jest bazalnym przedstawicielem kladu Neornithischia, obejmującego ornitopody oraz pachycefalozaury i ceratopsy. Według innej hipotezy jest najbardziej bazalnym spośród znanych tyreoforów. Niektórzy naukowcy sądzą, że Stormbergia może być w pełni dorosłym lesotozaurem. W takim przypadku rodzaj Stormbergia stałby się młodszym synonimem Lesothosaurus.

## Morfologia
Lesothosaurus był niewielkim, lekko zbudowanym dwunożnym roślinożercą. Mierzył prawdopodobnie około 1 m długości. Podudzie było o 25% dłuższe od uda, a trójpalczasta stopa tej samej długości co podudzie, co sugeruje, iż Lesothosaurus potrafił szybko biegać. Przednie, stosunkowo krótkie, chwytne kończyny miały pięć palców. Długi ogon był usztywniony skostniałymi ścięgnami i stanowił przeciwwagę dla reszty ciała. Czaszka miała duże oczodoły i okna zapewniające miejsca przyczepu mięśni szczęk. Przypuszczalnie Lesothosaurus miał mięsiste policzki.